# Pasir Kulon
Pasir Kulon is een bestuurslaag in het regentschap Banyumas van de provincie Midden-Java, Indonesië. Pasir Kulon telt 3646 inwoners (volkstelling 2010).